# Mi-Chemin
Albums de Yuki Uchida
Junjō Karen Otome Moyō
(1995) Merry Christmas For You
(1995)
Mi-Chemin (écrit en capitales : MI-CHEMIN) est le deuxième album de Yuki Uchida, sorti le 21 septembre 1995 au Japon sur le label King Records, sept mois seulement après la sortie de son premier album, Junjō Karen Otome Moyō. Il atteint la 3e place du classement Oricon, et reste classé pendant cinq semaines.
Il contient dix chansons (plus un titre instrumental en bonus), écrites par divers artistes, dont Tetsuya Komuro (Tōi Kioku) et Tomoko Tane (Yurenaide Kokoro). Les trois chansons sorties précédemment en single depuis la sortie de l'album précédent ne figurent pas sur cet album, du moins dans leurs versions originales : Ashita wa Ashita no Kaze ga Fuku n'est pas reprise, Baby's Growing Up y figure mais dans une version acoustique au piano très différente de l'originale, et une version instrumentale remixée de Only You très différente figure en bonus en fin d'album. 
En plus de celles des singles originaux, les chansons Tabun Sō ne Kitto et Tōi Kioku de l'album figureront aussi sur la compilation Uchida Yuki Perfect Best de 2010.

## Liste des titres
1. Made in Asia (MADE IN ASIA)
2. Barairo Knockin' Beat (バラ色Knockin'Beat?)
3. Odoru Crazy Girl no Bōken (踊るCrazy Girlの冒険?)
4. Tabun Sō ne Kitto (たぶん・そうね・きっと?)
5. Ame Nochi Ame (雨のち雨?)
6. Tōi Kioku (遠い記憶?)
7. "Suimasen" (「すいません」?)
8. Yurenaide Kokoro (揺れないでココロ?)
9. Getsuyōbi no Asa (月曜日の朝?)
10. Baby's Growing Up ~Slow version~ (BABY'S GROWING UP ~SLOW VERSION~)
11. Bonus Track : Only You ~Tribal Mix~